# Lemniscomys rosalia
Il topo dei prati ad una singola striscia (Lemniscomys rosalia  Thomas, 1904) è un roditore della famiglia dei Muridi diffusa nell'Africa meridionale ed orientale.

## Descrizione

### Dimensioni
Roditore di piccole dimensioni, con la lunghezza della testa e del corpo tra 98 e 140 mm, la lunghezza della coda tra 102 e 155 mm, la lunghezza del piede tra 23 e 32 mm, la lunghezza delle orecchie tra 11 e 18 mm e un peso fino a 68 g.

### Aspetto
La pelliccia è ruvida. Le parti superiori variano dal giallo-brunastro pallido all'arancione-rossiccio, cosparse di peli brunastri. Una striscia longitudinale marrone si estende sulla spina dorsale dalla nuca alla base della coda. Le parti ventrali, le labbra, il mento e la gola sono bianco-rossicce.  Le orecchie e le palpebre sono rossicce. Il dorso delle zampe è dello stesso colore della schiena. La coda è più lunga della testa e del corpo. Il cariotipo è 2n=54 FN=62.

## Biologia

### Comportamento
È una specie terricola e diurna, con qualche attività crepuscolare. Le tane, costruite alla base di ciuffi d'erba, sono occupate da un singolo individuo o da una coppia.

### Alimentazione
Si nutre d'erba e semi.

### Riproduzione
Le femmine danno alla luce 5-7 piccoli alla volta. La stagione riproduttiva va da settembre a maggio.

## Distribuzione e habitat
Questa specie è diffusa nell'Africa orientale e meridionale.
Vive nelle savane ad erba alta fino a 1.200 metri di altitudine. Si trova frequentemente in aree agricole, in particolare nei campi incolti.

## Tassonomia
Sono state riconosciute 6 sottospecie:
- L.r.rosalia: Tanzania nord-occidentale;
- L.r.calidior (Thomas & Wroughton, 1908): Mozambico, Zimbabwe orientale, Malawi meridionale, Zambia sud-orientale;
- L.r.fitsimonsi (Roberts, 1915): Botswana centrale;
- L.r.maculosus (Osgood, 1910): Kenya sud-orientale, Tanzania nord-orientale e centrale;
- L.r.sabulatus (Thomas, 1927): Namibia settentrionale, Botswana nord-occidentale, Angola meridionale, Zambia sud-occidentale;
- L.r.spinalis (Thomas, 1916): Province sudafricane del KwaZulu-Natal, Mpumalanga, Gauteng, Limpopo, Nordovest; Swaziland, Zimbabwe occidentale.

## Conservazione
La IUCN Red List, considerato il vasto areale, la popolazione, numerosa, la presenza in diverse aree protette e la tolleranza alle modifiche ambientali, classifica L.rosalia come specie a rischio minimo (Least Concern).